# Хлевіськ-Гурни
Хлевіськ-Гурни (пол. Chlewisk Górny) — село в Польщі, у гміні Суховоля Сокульського повіту Підляського воєводства.
Населення — 48 осіб (2011).
У 1975-1998 роках село належало до Білостоцького воєводства.

## Демографія
Демографічна структура станом на 31 березня 2011 року:
|          | Загалом | Допрацездатний вік | Працездатний вік | Постпрацездатний вік |
| -------- | ------- | ------------------ | ---------------- | -------------------- |
| Чоловіки | 23      | 7                  | 10               | 6                    |
| Жінки    | 25      | 8                  | 10               | 7                    |
| Разом    | 48      | 15                 | 20               | 13                   |